# Влада Светомира Николајевића
Влада Светомира Николајевића је била влада Краљевине Србије у периоду од 2. априла до 27. октобра 1894. године. За време ове владе био је укинут Устав од 1888. и враћен намеснички Устав из 1869.

## Историја
Краљ Александар Обреновић је био нестрпљив и желео је све напречац. Говорио је како га министри не слушају. Све чешће је помишљао на суспензију Устава. Тај задатак није припао Симићевој влади која је пала 2. априла. Нову владу образовао је дотадашњи министар унутрашњих послова Светомир Николајевић. Била је то реконструисана Симићева влада. Прве кораке у укидању Устава представљају краљева кршења законских одлука. На Ускрс 1894. године краљ је суспендовао законе којима се његовим родитељима забрањује повратак у земљу. Кршење Устава од стране краља довело је до парализе државног система. Председник владе сукобио се са Државним саветом (где су радикали чинили већину). Радикали преко „Одјека“ нападају краља. Николајевић је распламсавао краљеву нетрпељивост према радикалима. Крајем априла донета је одлука о суспензији Устава. Убрзала ју је афера Чебинац.
Народни посланик из Краљева, Михаило Чебинац, ухапшен је под оптужбом да је карађорђевац и да припрема заверу против краља. Поводом афере у затвор су пали многи радикали попут Таушановића, Жујовића, Аце Станојевића. Истражна власт није могла пронаћи ваљане доказе, али је пронашла компромитујућа писма са Петром Карађорђевићем и са Цетињем. Процес је примирио радикале. Устав из 1888. године суспендован је 21. маја 1894. године. На снагу је враћен устав из 1869. године. Ван снаге стављени су Закон о Народној скупштини, Закон о избору народних посланика, Закон о зборовима, Закон о општинама, Закон о штампи. Радикали су били деморалисани чињеницом да су улице града, према речима очевица Слободана Јовановића, биле тихе и мирне. Народ је честитао краљу, уместо да га осуђује. Краљ се правдао да је разлог укидања Устава тај што су многе установе током његовог малолетства „извитоперене“. Устав из 1869. године биће на снази док се не изради нови. Александар је испунио свој главни циљ. Радикали су се примирили. Пашић је затражио аудијенцију код краља, а када му она није одобрена, напустио је земљу. Радикална странка била је обезглављена.
Слободан Јовановић је у историографију унео мишљење да је суспензију Устава из 1888. године омогућило присуство краља Милана у Србији 1894. и 1895. године. Он је подсетио на изреку „радикали се не боје Бога, већ само краља Милана“, из чега се може закључити да се радикали не боје ни краља Александра. Милан је обезбедио и подршку великих сила, пре свега Француске. Милан се мешао у државне послове и тако ушао у сукоб са Светомиром Николајевићем. Резултат је оставка председника владе.
За време краљевог одсуства због званичних посета у иностранству, Милан се на сопствену иницијативу обратио либералима и предложио им да саставе кабинет. Проба је требало да покаже ко је утицајнији – отац или син. Одговор показује формирање Христићеве владе (27. октобар 1894) и потискивање либерала.

## Чланови владе
| Функција                                                  | Слика | Име и презиме        | Детаљи |
| --------------------------------------------------------- | ----- | -------------------- | ------ |
| Председник министарског савета и министар унутрашњих дела |       | Светомир Николајевић |        |
| Министар иностраних дела                                  |       | Сима Лозанић         |        |
| Министар правде                                           |       | Јеврем Андоновић     |        |
| Министар финансија                                        |       | Вукашин Ј. Петровић  |        |
| Министар просвете и црквених дела                         |       | Андра Ђорђевић       |        |
| Министар војни                                            |       | Милован С. Павловић  |        |
| Министар грађевина                                        |       | Стеван Здравковић    |        |
| Министар народне привреде                                 |       | Лазар Р. Јовановић   |        |